# Górki (powiat parczewski)
Górki – wieś w Polsce położona w województwie lubelskim, w powiecie parczewskim, w gminie Sosnowica.
W latach 1975–1998 miejscowość należała administracyjnie do województwa chełmskiego.
Wieś stanowi sołectwo w gminie Sosnowica. Według Narodowego Spisu Powszechnego z roku 2011 wieś liczyła 232 mieszkańców.
Wierni Kościoła rzymskokatolickiego należą do parafii Trójcy Świętej w Sosnowicy.

## Historia
Według Słownika geograficznego Królestwa Polskiego z 1881 roku Górki, wieś w powiecie włodawskim gminie Turno, parafii Sosnowica. Według spisu z roku 1827 było tu 42 domy i 223 mieszkańców.